# Saint-Dyé-sur-Loire
Saint-Dyé-sur-Loire est une commune française située dans le département de Loir-et-Cher, en région Centre-Val de Loire.
Localisée au centre-est du département, la commune fait partie de la petite région agricole « les Vallée et Coteaux de la Loire », grand ruban plus ou moins large où dominent la culture de la vigne et les productions maraîchères. Avec une superficie de 551 ha en 2017, la commune fait partie des 15 communes les moins étendues du département.
L'occupation des sols est marquée par l'importance des espaces agricoles et naturels qui occupent la quasi-totalité du territoire communal. Plusieurs espaces naturels d'intérêt sont présents dans la commune : deux sites natura 2000 et une zone naturelle d'intérêt écologique, faunistique et floristique (ZNIEFF). En 2010, l'orientation technico-économique de l'agriculture dans la commune est la culture des céréales et des oléoprotéagineux. À l'instar du département qui a vu disparaître le quart de ses exploitations en dix ans, le nombre d'exploitations agricoles a fortement diminué, passant de quatorze en 1988, à quatre en 2000, puis à trois en 2010.
Elle ne doit pas être confondue avec Saint-Dié-des-Vosges (couramment dénommée Saint-Dié), Saint-Dizier (Haute-Marne), Saint-Dier-d'Auvergne ou Die (Drôme).
Ses habitants sont appelés les Déodatiens.
Le patrimoine architectural de la commune comprend quatre bâtiments portés à l'inventaire des monuments historiques : le château de Chambord, classé en 1840 puis en 1997, le moulin de l'Écuelle, inscrit en 1992, l'église Saint-Dyé de Saint-Dyé-sur-Loire, classée en 1931, et les fortifications, inscrites en 1946.

## Géographie

### Localisation et communes limitrophes
La commune de Saint-Dyé-sur-Loire se trouve au centre-est du département de Loir-et-Cher, dans la petite région agricole des Vallée et Coteaux de la Loire,. À vol d'oiseau, elle se situe à 14,2 km  de Blois, préfecture du département et à 5,3 km de Chambord, chef-lieu du canton de Chambord dont dépend la commune depuis 2015. La commune fait en outre partie du bassin de vie de Mer.
Les communes les plus proches sont :
Suèvres (2,4 km), Maslives (2,7 km), Muides-sur-Loire (3 km), Montlivault (3,7 km), Cour-sur-Loire (4,8 km), Chambord (5,3 km), Mer (5,8 km), Menars (6,4 km) et Saint-Claude-de-Diray (7,1 km).
Situé sur la rive gauche de la Loire entre la Beauce et la Sologne, à 15 km au nord-est de Blois, Saint-Dyé est un petit village historique, ayant gardé un cachet des XVIe et XVIIe siècles, chargé d'histoire au travers de ses ruelles, ses vieilles maisons, ses puits, ses fortifications, son port fluvial qui accueillit les matériaux nécessaires à la construction du château de Chambord.

### Hydrographie
La commune est drainée par la Loire (1,941 km) et par un petit cours d'eau, constituant un réseau hydrographique de 2,01 km de longueur totale[réf. nécessaire].
Le cours de la Loire s'insère dans une large vallée qu'elle a façonnée peu à peu depuis des milliers d'années. Elle traverse d'est en ouest le département de Loir-et-Cher depuis Saint-Laurent-Nouan jusqu'à Veuzain-sur-Loire, avec un cours large et lent. La Loire présente des fluctuations saisonnières de débit assez marquées.
Sur le plan piscicole, ce cours d'eau est classé en deuxième catégorie, où le peuplement piscicole dominant est constitué de poissons blancs (cyprinidés) et de carnassiers (brochet, sandre et perche).

### Climat
Pour des articles plus généraux, voir Climat du Centre-Val de Loire et Climat de Loir-et-Cher.
En 2010, le climat de la commune est de type climat océanique dégradé des plaines du Centre et du Nord, selon une étude du CNRS s'appuyant sur une série de données couvrant la période 1971-2000. En 2020, Météo-France publie une typologie des climats de la France métropolitaine dans laquelle la commune est exposée à un climat océanique altéré et est dans la région climatique Moyenne vallée de la Loire, caractérisée par une bonne insolation (1 850 h/an) et un été peu pluvieux.
Pour la période 1971-2000, la température annuelle moyenne est de 11 °C, avec une amplitude thermique annuelle de 15,1 °C. Le cumul annuel moyen de précipitations est de 654 mm, avec 10,4 jours de précipitations en janvier et 6,9 jours en juillet. Pour la période 1991-2020, la température moyenne annuelle observée sur la station météorologique de Météo-France la plus proche, dans la commune de Cheverny à 17 km à vol d'oiseau, est de 11,8 °C et le cumul annuel moyen de précipitations est de 675,8 mm,. Pour l'avenir, les paramètres climatiques de la commune estimés pour 2050 selon différents scénarios d'émission de gaz à effet de serre sont consultables sur un site dédié publié par Météo-France en novembre 2022.

### Milieux naturels et biodiversité

#### Sites Natura 2000
Le réseau Natura 2000 est un réseau écologique européen de sites naturels d'intérêt écologique élaboré à partir des Directives « Habitats » et « Oiseaux ». Ce réseau est constitué de Zones spéciales de conservation (ZSC) et de Zones de protection spéciale (ZPS). Dans les zones de ce réseau, les États membres s'engagent à maintenir dans un état de conservation favorable les types d'habitats et d'espèces concernés, par le biais de mesures réglementaires, administratives ou contractuelles. L'objectif est de promouvoir une gestion adaptée des habitats tout en tenant compte des exigences économiques, sociales et culturelles, ainsi que des particularités régionales et locales de chaque État membre. Les activités humaines ne sont pas interdites, dès lors que celles-ci ne remettent pas en cause significativement l'état de conservation favorable des habitats et des espèces concernés. Des parties du territoire communal sont incluses dans les sites Natura 2000 suivants :
- la « Vallée de la Loire de Mosnes à Tavers », d'une superficie de 2 278 ha, un des sites ligériens les plus remarquables par son originalité, avec des milieux naturels incontournables tels que les habitats d'eaux courantes et stagnantes accueillant de nombreux poissons et autres animaux de l'Annexe II (Castor), les pelouses et prairies de grèves et zones inondables et les forêts alluviales[16] ;
- le « Vallée de la Loire du Loir-et-Cher », d'une superficie de 2 398 ha[17].

#### Zones naturelles d'intérêt écologique, faunistique et floristique
L'inventaire des zones naturelles d'intérêt écologique, faunistique et floristique (ZNIEFF) a pour objectif de réaliser une couverture des zones les plus intéressantes sur le plan écologique, essentiellement dans la perspective d'améliorer la connaissance du patrimoine naturel national et de fournir aux différents décideurs un outil d'aide à la prise en compte de l'environnement dans l'aménagement du territoire. Le territoire communal de Saint-Dyé-sur-Loire comprend une ZNIEFF :
la « Loire Blésoise » (2 380,68 ha).

## Urbanisme

### Typologie
Au 1er janvier 2024, Saint-Dyé-sur-Loire est catégorisée bourg rural, selon la nouvelle grille communale de densité à sept niveaux définie par l'Insee en 2022.
Elle appartient à l'unité urbaine de Muides-sur-Loire, une agglomération intra-départementale regroupant deux  communes, dont elle est une commune de la banlieue,,. Par ailleurs la commune fait partie de l'aire d'attraction de Blois, dont elle est une commune de la couronne,. Cette aire, qui regroupe 78 communes, est catégorisée dans les aires de 50 000 à moins de 200 000 habitants,.

### Occupation des sols
L'occupation des sols est marquée par l'importance des espaces agricoles et naturels (96,8 %). La répartition détaillée ressortant de la base de données européenne d'occupation biophysique des sols Corine Land Cover millésimée 2012 est la suivante :
terres arables (11,6 %),
cultures permanentes (0,6 %),
zones agricoles hétérogènes (15,4 %),
prairies (3,5 %),
forêts (65,2 %),
milieux à végétation arbustive ou herbacée (0,7 %),
zones urbanisées (1 %),
espaces verts artificialisés non agricoles (0,5 %),
zones industrielles et commerciales et réseaux de communication (1,7 %),
eaux continentales (0,5 %).

### Planification
La loi SRU du 13 décembre 2000 a incité fortement les communes à se regrouper au sein d'un établissement public, pour déterminer les partis d'aménagement de l'espace au sein d'un SCoT, un document essentiel d'orientation stratégique des politiques publiques à une grande échelle. La commune est dans le territoire du SCOT du Blésois, approuvé en 2006 et révisé en juillet 2016.
En matière de planification, la commune disposait en 2017 d'un plan local d'urbanisme en révision.

### Habitat et logement
Le tableau ci-dessous présente la typologie des logements à Saint-Dyé-sur-Loire en 2016 en comparaison avec celle du Loir-et-Cher et de la France entière. Une caractéristique marquante du parc de logements est ainsi une proportion de résidences secondaires et logements occasionnels (12,2 %) inférieure à celle du département (18 %) mais supérieure à celle de la France entière (9,6 %). Concernant le statut d'occupation de ces logements, 83,2 % des habitants de la commune sont propriétaires de leur logement (83,5 % en 2011), contre 68,1 % pour le Loir-et-Cher et 57,6 pour la France entière.
|                                                         | Saint-Dyé-sur-Loire | Loir-et-Cher | France entière |
| ------------------------------------------------------- | ------------------- | ------------ | -------------- |
| Résidences principales (en %)                           | 79,5                | 74,5         | 82,3           |
| Résidences secondaires et logements occasionnels (en %) | 12,2                | 18           | 9,6            |
| Logements vacants (en %)                                | 8,3                 | 7,5          | 8,1            |

### Risques majeurs
Le territoire communal de Saint-Dyé-sur-Loire est vulnérable à différents aléas naturels : inondations (par débordement de la Loire), climatiques (hiver exceptionnel ou canicule), mouvements de terrains ou sismique (sismicité très faible).
Il est également exposé à un risque technologique : le risque nucléaire,.

#### Risques naturels

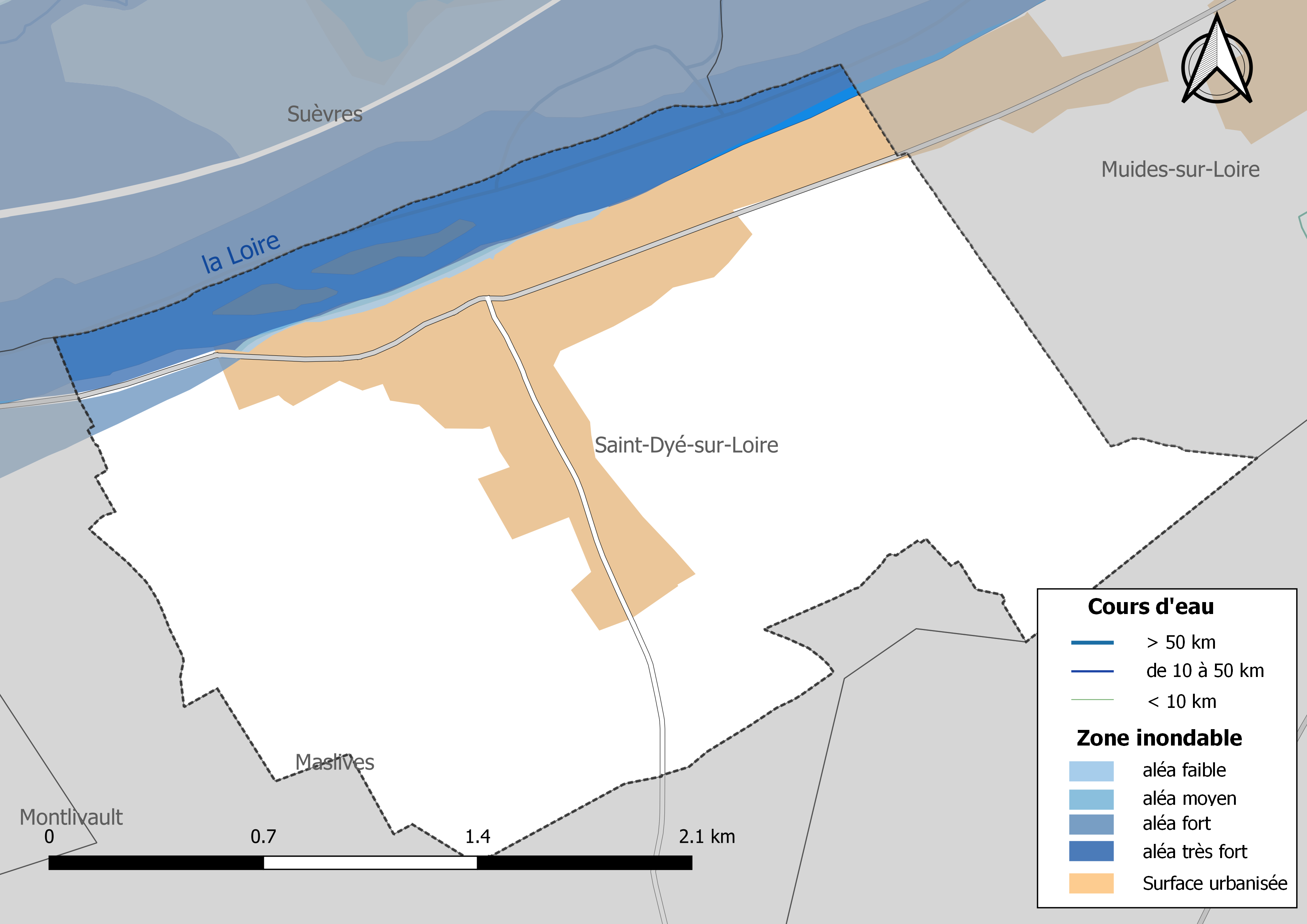
Zones inondables de la commune de Saint-Dyé-sur-Loire.

Les mouvements de terrains susceptibles de se produire dans la commune sont soit des mouvements liés au retrait-gonflement des argiles, soit des chutes de blocs, soit des effondrements liés à des cavités souterraines. Le phénomène de retrait-gonflement des argiles est la conséquence d'un changement d'humidité des sols argileux. Les argiles sont capables de fixer l'eau disponible mais aussi de la perdre en se rétractant en cas de sécheresse. Ce phénomène peut provoquer des dégâts très importants sur les constructions (fissures, déformations des ouvertures) pouvant rendre inhabitables certains locaux. La carte de zonage de cet aléa peut être consultée sur le site de l'observatoire national des risques naturels Georisques. Une autre carte permet de prendre connaissance des cavités souterraines localisées dans la commune.
En Loir-et-Cher, les crues de la Loire représentent des volumes d'eau et des débits quatre à cinq fois supérieurs à ceux du Cher et du Loir : la superficie des zones et l'ampleur des dégâts peuvent être considérables. Les crues historiques sont celles de 1846 (6,60 m à l'échelle de Blois), 1856 (6,78 m), 1866 (6,70 m), 1907 (5,63 m) et 2003 (3,78 m). Le débit maximal historique est de 5 100 m3/s (crue de 1846) et caractérise une crue de retour centennal. Le risque d'inondation est pris en compte dans l'aménagement du territoire de la commune par le biais du Plan de prévention du risque inondation (PPRI) de la Loire amont.

#### Risques technologiques
La totalité du territoire de la commune peut être concernée par le risque nucléaire. En cas d'accident grave, certaines installations nucléaires sont susceptibles de rejeter dans l'atmosphère de l'iode radioactif. Or la commune se situe partiellement à l'intérieur du périmètre de 20 km du Plan particulier d'intervention de la centrale nucléaire de Saint-Laurent-des-Eaux. À ce titre les habitants de la commune, comme tous ceux résidant dans le périmètre proche de 20 km de la centrale ont bénéficié, à titre préventif, d'une distribution de comprimés d'iode stable dont l'ingestion avant rejet radioactif permet de pallier les effets sur la thyroïde d'une exposition à de l'iode radioactif. En cas d'incident ou d'accident nucléaire, des consignes de confinement ou d'évacuation peuvent être données et les habitants peuvent être amenés à ingérer, sur ordre du préfet, les comprimés en leur possession,.

## Toponymie
En plus du « fleuve royal », Saint-Dyé doit son nom à Déodat (qui a directement donné le gentilé déodatien), ermite né à Bourges au Ve siècle, qui mourut dans sa cellule et y fut enterré après avoir reçu la visite des personnages les plus illustres de son temps, au premier rang desquels Clovis[réf. souhaitée].
Sous la Révolution, la volonté de déchristianiser la société française requiert un changement du toponyme : par délibération du conseil général de la commune, et en application du décret du 25 vendémiaire an II (16 octobre 1793), la commune nouvellement créée de Saint-Dyé fut temporairement renommée Dié puis Dié-sur-Loire.
La commune reprit son nom traditionnel à la Restauration.
C'est en 1958 que la commune adopta le nom de Saint-Dyé-sur-Loire, en vertu du décret du 16 octobre de la même année.

## Histoire

### Moyen Âge
L'essor médiéval de Saint-Dyé en fait une ville portuaire prospère bénéficiant des nombreux trafics fluviaux et de la proximité des forêts solognotes, activement mise en valeur. Au XIIIe siècle, elle est bien plus densément peuplée que de nos jours.

### Renaissance et Ancien régime
Si elle connaît un déclin dès le XIVe siècle, elle reste une ville importante de la moyenne Loire, permettant la construction ex nihilo du gigantesque château de Chambord dans son arrière-pays. Mais le glas de son rôle urbain sonne lorsque le château est progressivement abandonné sous Louis XV, faisant suite à la progressive désertification de la Sologne lentement regagnée par les marécages dès la fin du XVIe siècle et surtout de plus en plus au XVIIe siècle et XVIIIe siècle. La route royale, rénovée en 1773, passe dès lors en rive droite de la Loire. Son activité portuaire rémanente décline, et la ville se transforme rapidement en gros bourg agricole, voire en village champêtre à la Belle Époque.

### AuXXesiècle
Entre le 29 janvier et le 8 février 1939, plus de 3 100 réfugiés espagnols fuyant l'effondrement de la république espagnole devant Franco, arrivent dans le Loir-et-Cher. Devant l'insuffisance des structures d'accueil (les haras de Selles-sur-Cher sont notamment utilisés), 47 villages sont mis à contribution, dont Saint-Dyé-sur-Loire. Les réfugiés, essentiellement des femmes et des enfants, sont soumis à une quarantaine stricte, vaccinés, le courrier est limité, le ravitaillement, s'il est peu varié et cuisiné à la française, est cependant assuré>. Au printemps et à l'été, les réfugiés sont regroupés à Bois-Brûlé (commune de Boisseau).

## Politique et administration

### Découpage territorial
La commune de Saint-Dyé-sur-Loire est membre de la Communauté de communes du Grand Chambord, un établissement public de coopération intercommunale (EPCI) à fiscalité propre créé le 1er janvier 2002.
Elle est rattachée sur le plan administratif à l'arrondissement de Blois, au département de Loir-et-Cher et à la région Centre-Val de Loire, en tant que circonscriptions administratives. Sur le plan électoral, elle est rattachée au canton de Chambord depuis 2015 pour l'élection des conseillers départementaux et à la deuxième circonscription de Loir-et-Cher pour les élections législatives.

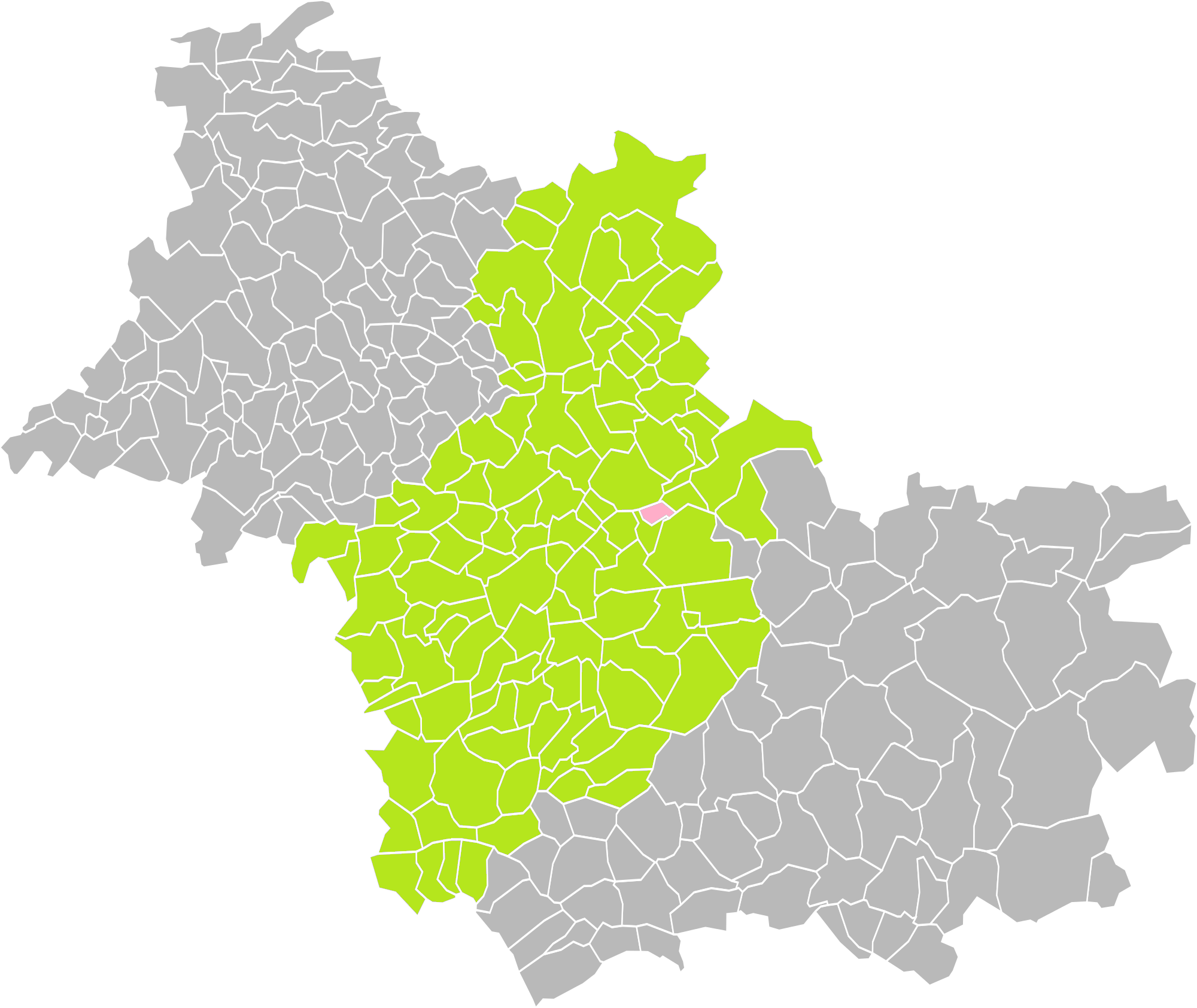
Saint-Dyé-sur-Loire dans l'arrondissement de Blois en 2016.
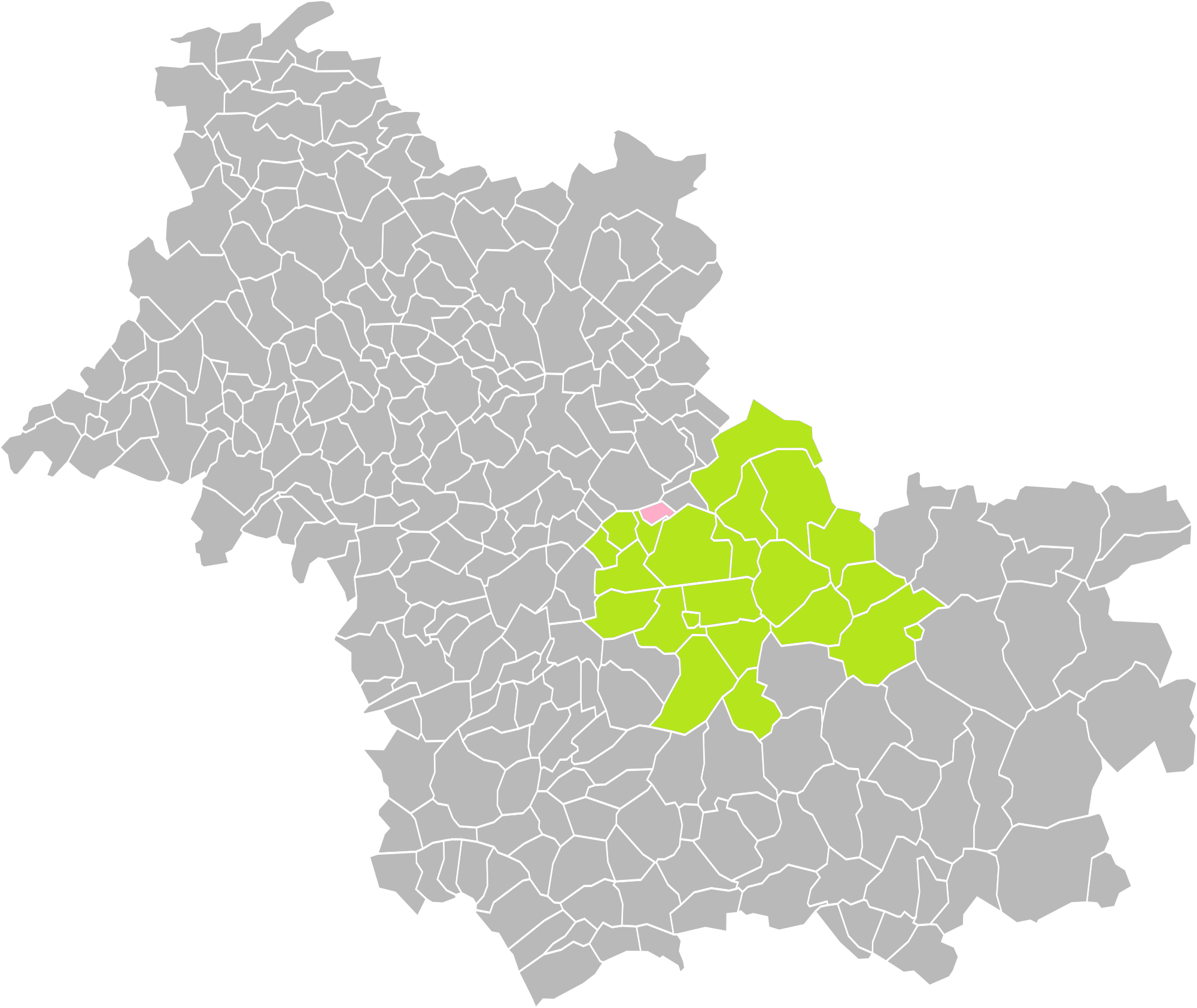
Saint-Dyé-sur-Loire dans le canton de Chambord en 2016.

### Politique et administration municipale

#### Conseil municipal et maire
Le conseil municipal de Saint-Dyé-sur-Loire, commune de plus de 1 000 habitants, est élu au scrutin proportionnel plurinominal avec prime majoritaire. Compte tenu de la population communale, le nombre de sièges au conseil municipal est de 15. Le maire, à la fois agent de l'État et exécutif de la commune en tant que collectivité territoriale, est élu par le conseil municipal au scrutin secret lors de la première réunion du conseil suivant les élections municipales, pour un mandat de six ans, c'est-à-dire pour la durée du mandat du conseil.
| Période    | Période  | Identité        | Étiquette | Qualité                       |
| ---------- | -------- | --------------- | --------- | ----------------------------- |
| avant 1988 | ?        | Christian Petit |           |                               |
| mars 2014  | En cours | Didier Heitz,   |           | Cadre de la fonction publique |

## Population et société

### Démographie

#### Évolution démographique
L'évolution du nombre d'habitants est connue à travers les recensements de la population effectués dans la commune depuis 1793. Pour les communes de moins de 10 000 habitants, une enquête de recensement portant sur toute la population est réalisée tous les cinq ans, les populations de référence des années intermédiaires étant quant à elles estimées par interpolation ou extrapolation. Pour la commune, le premier recensement exhaustif entrant dans le cadre du nouveau dispositif a été réalisé en 2004.

En 2022, la commune comptait 1 155 habitants, en évolution de +1,05 % par rapport à 2016 (Loir-et-Cher : −1,15 %, France hors Mayotte : +2,11 %).
| 1793  | 1800  | 1806  | 1821  | 1831  | 1836  | 1841  | 1846  | 1851  |
| ----- | ----- | ----- | ----- | ----- | ----- | ----- | ----- | ----- |
| 1 116 | 1 108 | 1 137 | 1 321 | 1 261 | 1 280 | 1 280 | 1 331 | 1 264 |

| 1856  | 1861  | 1866  | 1872  | 1876 | 1881 | 1886 | 1891 | 1896 |
| ----- | ----- | ----- | ----- | ---- | ---- | ---- | ---- | ---- |
| 1 207 | 1 120 | 1 155 | 1 049 | 987  | 950  | 928  | 841  | 761  |

| 1901 | 1906 | 1911 | 1921 | 1926 | 1931 | 1936 | 1946 | 1954 |
| ---- | ---- | ---- | ---- | ---- | ---- | ---- | ---- | ---- |
| 732  | 713  | 678  | 610  | 595  | 544  | 537  | 521  | 526  |

| 1962 | 1968 | 1975 | 1982 | 1990 | 1999 | 2004  | 2006  | 2009  |
| ---- | ---- | ---- | ---- | ---- | ---- | ----- | ----- | ----- |
| 511  | 629  | 587  | 762  | 895  | 945  | 1 063 | 1 075 | 1 115 |

| 2014  | 2019  | 2022  | - | - | - | - | - | - |
| ----- | ----- | ----- | - | - | - | - | - | - |
| 1 134 | 1 133 | 1 155 | - | - | - | - | - | - |

#### Pyramide des âges
La population de la commune est relativement âgée.
En 2018, le taux de personnes d'un âge inférieur à 30 ans s'élève à 27,5 %, soit en dessous de la moyenne départementale (31,3 %). À l'inverse, le taux de personnes d'âge supérieur à 60 ans est de 34,4 % la même année, alors qu'il est de 31,6 % au niveau départemental.
En 2018, la commune comptait 549 hommes pour 587 femmes, soit un taux de 51,67 % de femmes, légèrement supérieur au taux départemental (51,45 %).
Les pyramides des âges de la commune et du département s'établissent comme suit.
| Hommes | Classe d’âge | Femmes |
| ------ | ------------ | ------ |
| 2,1    | 90 ou +      | 6,0    |
| 6,3    | 75-89 ans    | 10,3   |
| 22,5   | 60-74 ans    | 21,4   |
| 21,6   | 45-59 ans    | 20,1   |
| 17,4   | 30-44 ans    | 17,0   |
| 12,1   | 15-29 ans    | 9,3    |
| 17,9   | 0-14 ans     | 16,0   |

| Hommes | Classe d’âge | Femmes |
| ------ | ------------ | ------ |
| 1,1    | 90 ou +      | 2,6    |
| 9,2    | 75-89 ans    | 11,9   |
| 19,7   | 60-74 ans    | 20,4   |
| 20,7   | 45-59 ans    | 20     |
| 16,5   | 30-44 ans    | 16,2   |
| 15,2   | 15-29 ans    | 13,2   |
| 17,6   | 0-14 ans     | 15,7   |

## Économie

### Secteurs d'activité
Le tableau ci-dessous détaille le nombre d'entreprises implantées à Saint-Dyé-sur-Loire selon leur secteur d'activité et le nombre de leurs salariés :
|                                                              | total | % com (% dep) | 0 salarié | 1 à 9 salarié(s) | 10 à 19 salariés | 20 à 49 salariés | 50 salariés ou plus |
| ------------------------------------------------------------ | ----- | ------------- | --------- | ---------------- | ---------------- | ---------------- | ------------------- |
| Ensemble                                                     | 62    | 100,0 (100)   | 45        | 14               | 2                | 1                | 0                   |
| Agriculture, sylviculture et pêche                           | 1     | 1,6 (11,8)    | 1         | 0                | 0                | 0                | 0                   |
| Industrie                                                    | 7     | 11,3 (6,5)    | 4         | 3                | 0                | 0                | 0                   |
| Construction                                                 | 8     | 12,9 (10,3)   | 7         | 1                | 0                | 0                | 0                   |
| Commerce, transports, services divers                        | 36    | 58,1 (57,9)   | 27        | 8                | 1                | 0                | 0                   |
| dont commerce et réparation automobile                       | 6     | 9,7 (17,5)    | 6         | 0                | 0                | 0                | 0                   |
| Administration publique, enseignement, santé, action sociale | 10    | 16,1 (13,5)   | 6         | 2                | 1                | 1                | 0                   |
| Champ : ensemble des activités.                              |       |               |           |                  |                  |                  |                     |

Le secteur du commerce, transports et services divers est prépondérant dans la commune (36 entreprises sur 62).
Sur les 62 entreprises implantées à Saint-Dyé-sur-Loire en 2016, 45 ne font appel à aucun salarié, 14 comptent 1 à 9 salariés, 2 emploient entre 10 et 19 personnes et 1 emploie entre 20 et 49 personnes.

### Agriculture
En 2010, l'orientation technico-économique de l'agriculture dans la commune est la culture de fleurs et horticulture diverse. Le département a perdu près d'un quart de ses exploitations en 10 ans, entre 2000 et 2010 (c'est le département de la région Centre-Val de Loire qui en compte le moins). Cette tendance se retrouve également au niveau de la commune où le nombre d'exploitations est passé de 13 en 1988 à 4 en 2000 puis à 3 en 2010. Parallèlement, la taille de ces exploitations augmente, passant de 17 ha en 1988 à 18 ha en 2010.
Le tableau ci-dessous présente les principales caractéristiques des exploitations agricoles de Saint-Dyé-sur-Loire, observées sur une période de 22 ans :
|                                      | 1988                 | 2000                 | 2010                 |
| Dimension économique                 | Dimension économique | Dimension économique | Dimension économique |
| ------------------------------------ | -------------------- | -------------------- | -------------------- |
| Nombre d'exploitations (u)           | 13                   | 4                    | 3                    |
| Travail (UTA)                        | 11                   | 5                    | 3                    |
| Surface agricole utilisée (ha)       | 223                  | 129                  | 53                   |
| Cultures                             |                      |                      |                      |
| Terres labourables (ha)              | 179                  | 124                  | s                    |
| Céréales (ha)                        | 107                  | s                    | s                    |
| dont blé tendre (ha)                 | 31                   | 13                   | s                    |
| dont maïs-grain et maïs-semence (ha) | 24                   |                      |                      |
| Tournesol (ha)                       | 45                   | s                    | s                    |
| Colza et navette (ha)                | 0                    |                      | s                    |
| Élevage                              |                      |                      |                      |
| Cheptel (UGBTA)                      | 28                   | 8                    | 0                    |

#### Produits labellisés

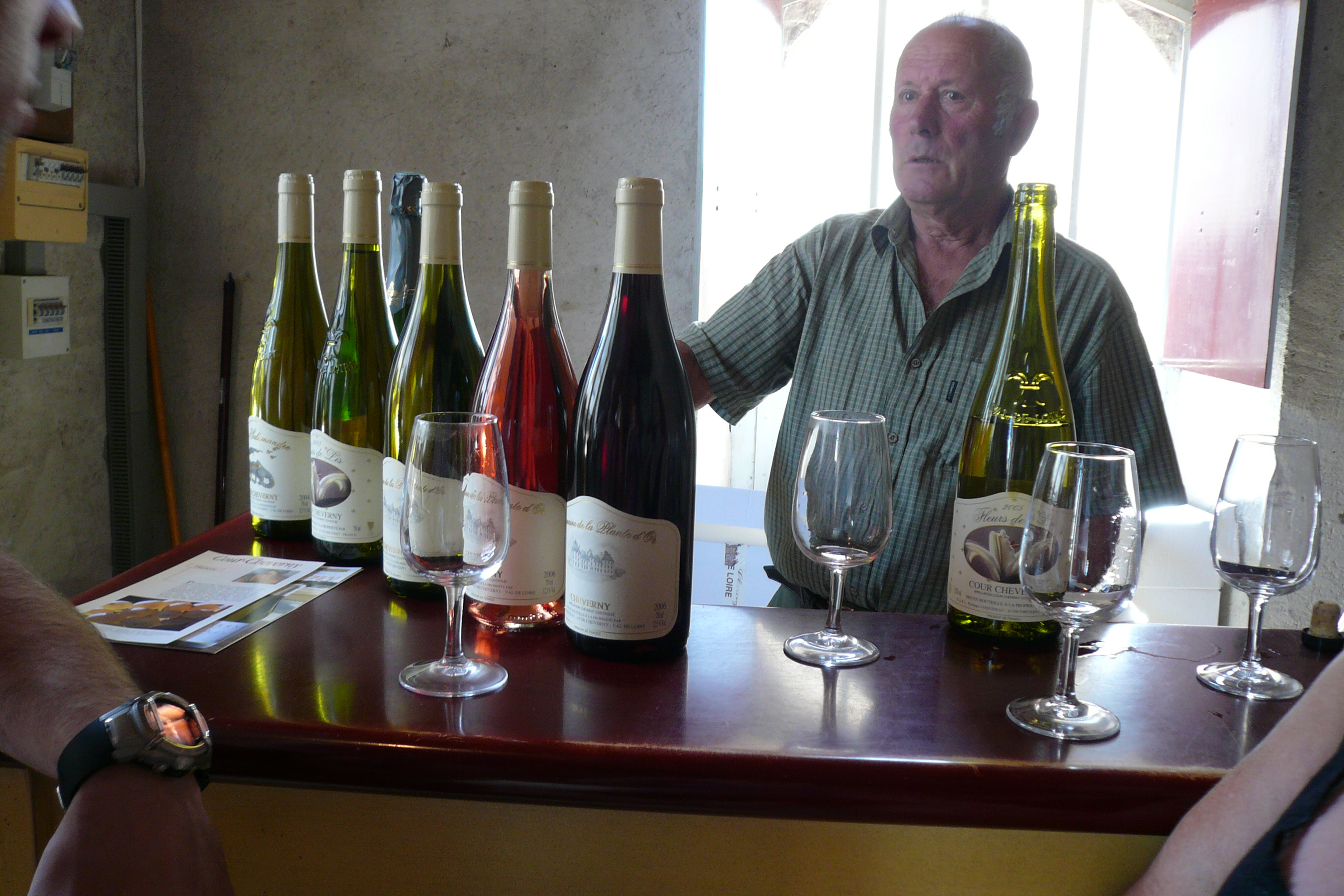
Gamme de vins de Cheverny.

La commune de Saint-Dyé-sur-Loire est située dans l'aire de l'appellation d'origine protégée (AOP)  de deux produits : deux vins (le Cheverny et le crémant-de-loire).
Le territoire de la commune est également intégré aux aires de productions de divers produits bénéficiant d'une indication géographique protégée (IGP) : le vin Val-de-loire et les volailles de l’Orléanais,.

## Culture locale et patrimoine

### Voies
| 63 odonymes recensés à Saint-Dyé-sur-Loire au 26 mars 2014  | 63 odonymes recensés à Saint-Dyé-sur-Loire au 26 mars 2014 | 63 odonymes recensés à Saint-Dyé-sur-Loire au 26 mars 2014 | 63 odonymes recensés à Saint-Dyé-sur-Loire au 26 mars 2014 | 63 odonymes recensés à Saint-Dyé-sur-Loire au 26 mars 2014 | 63 odonymes recensés à Saint-Dyé-sur-Loire au 26 mars 2014 | 63 odonymes recensés à Saint-Dyé-sur-Loire au 26 mars 2014 | 63 odonymes recensés à Saint-Dyé-sur-Loire au 26 mars 2014 | 63 odonymes recensés à Saint-Dyé-sur-Loire au 26 mars 2014 | 63 odonymes recensés à Saint-Dyé-sur-Loire au 26 mars 2014 | 63 odonymes recensés à Saint-Dyé-sur-Loire au 26 mars 2014 | 63 odonymes recensés à Saint-Dyé-sur-Loire au 26 mars 2014 | 63 odonymes recensés à Saint-Dyé-sur-Loire au 26 mars 2014 | 63 odonymes recensés à Saint-Dyé-sur-Loire au 26 mars 2014 | 63 odonymes recensés à Saint-Dyé-sur-Loire au 26 mars 2014 | 63 odonymes recensés à Saint-Dyé-sur-Loire au 26 mars 2014 |
| Allée                                                       | Avenue                                                     | Bld                                                        | Chemin                                                     | Cité                                                       | Clos                                                       | Impasse                                                    | Passage                                                    | Place                                                      | Quai                                                       | Route                                                      | Rue                                                        | Ruelle                                                     | Sentier                                                    | Autres                                                     | Total                                                      |
| ----------------------------------------------------------- | ---------------------------------------------------------- | ---------------------------------------------------------- | ---------------------------------------------------------- | ---------------------------------------------------------- | ---------------------------------------------------------- | ---------------------------------------------------------- | ---------------------------------------------------------- | ---------------------------------------------------------- | ---------------------------------------------------------- | ---------------------------------------------------------- | ---------------------------------------------------------- | ---------------------------------------------------------- | ---------------------------------------------------------- | ---------------------------------------------------------- | ---------------------------------------------------------- |
| 0                                                           | 0                                                          | 0                                                          | 15                                                         | 0                                                          | 0                                                          | 1                                                          | 0                                                          | 1                                                          | 1                                                          | 6                                                          | 31                                                         | 6                                                          | 1                                                          | 1                                                          | 63                                                         |
| Notes « N »                                                 | Notes « N »                                                | 1. 2. 3. 4. 5. 6. 7. 8.                                    | 1. 2. 3. 4. 5. 6. 7. 8.                                    | 1. 2. 3. 4. 5. 6. 7. 8.                                    | 1. 2. 3. 4. 5. 6. 7. 8.                                    | 1. 2. 3. 4. 5. 6. 7. 8.                                    | 1. 2. 3. 4. 5. 6. 7. 8.                                    | 1. 2. 3. 4. 5. 6. 7. 8.                                    | 1. 2. 3. 4. 5. 6. 7. 8.                                    | 1. 2. 3. 4. 5. 6. 7. 8.                                    | 1. 2. 3. 4. 5. 6. 7. 8.                                    | 1. 2. 3. 4. 5. 6. 7. 8.                                    | 1. 2. 3. 4. 5. 6. 7. 8.                                    | 1. 2. 3. 4. 5. 6. 7. 8.                                    | 1. 2. 3. 4. 5. 6. 7. 8.                                    |
| Sources : rue-ville.info & perche-gouet.net & OpenStreetMap |                                                            |                                                            |                                                            |                                                            |                                                            |                                                            |                                                            |                                                            |                                                            |                                                            |                                                            |                                                            |                                                            |                                                            |                                                            |

### Lieux et monuments

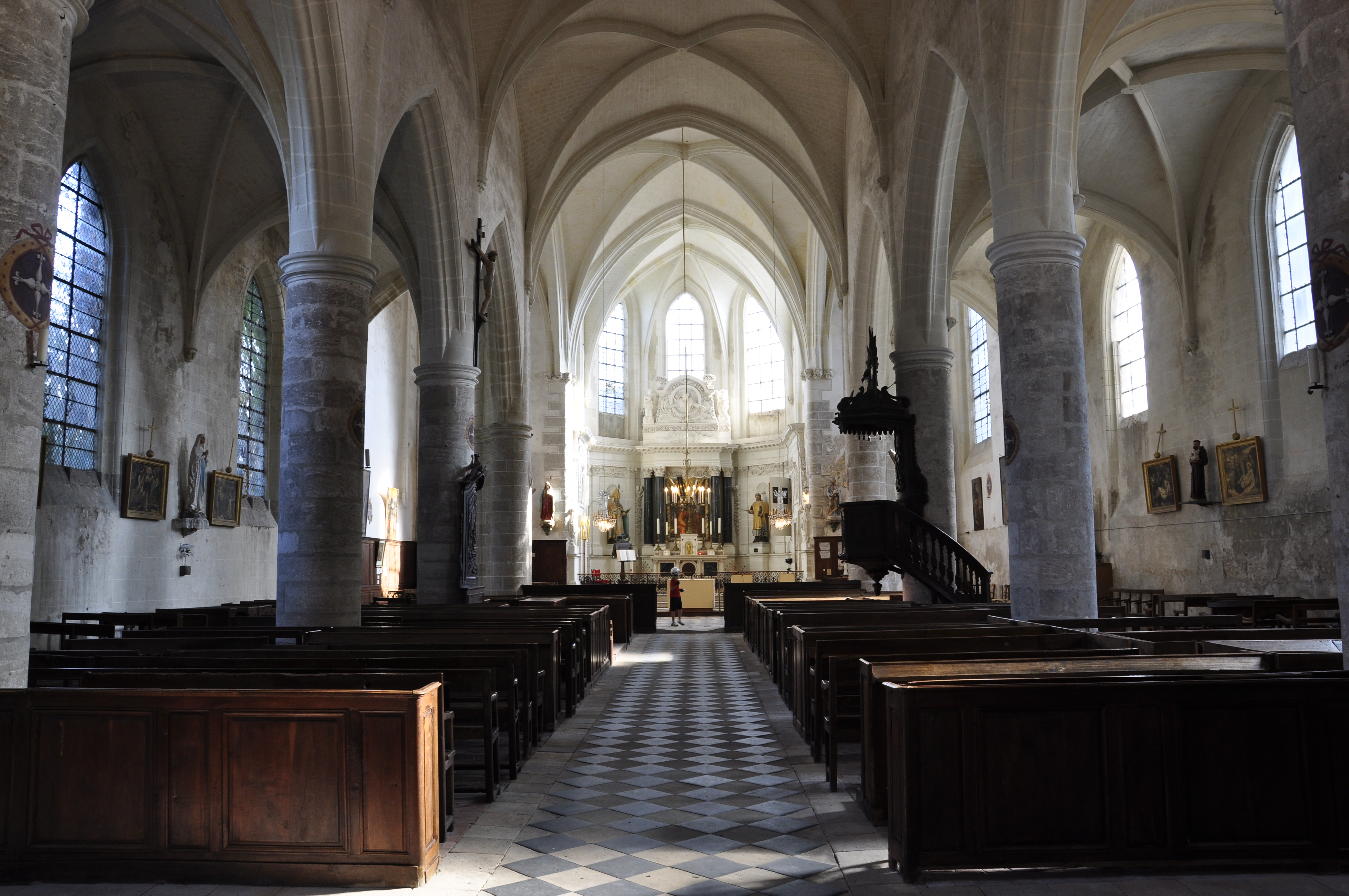
Vue de l'intérieur de l'église.

- Église Saint-Dyé.

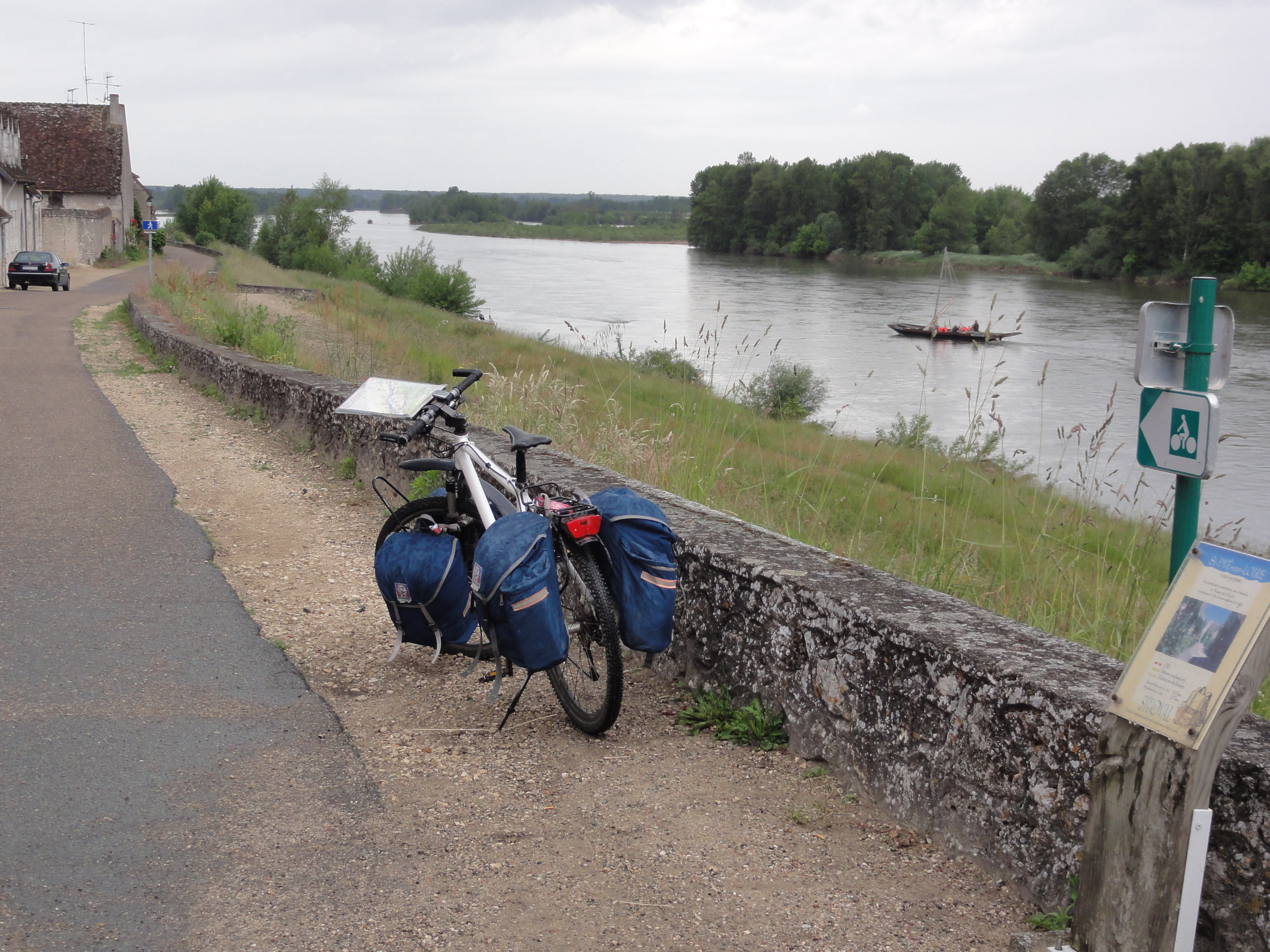
La Loire à vélo.

- Fortifications de Saint-Dyé-sur-Loire.
- Moulin de l'Écuelle.
- Une part du domaine de Chambord est sise sur la commune.
- Le sentier de grande randonnée GR 3 longe la Loire et ses abords. Le circuit La Loire à vélo passe également à Saint-Dyé-sur-Loire.

#### Maison de la Loire
Inaugurée en 1987 et installée dans un ancien relais de poste du XVIIe siècle, la Maison de la Loire du Loir-et-Cher est une association loi de 1901.
Agréée « Association de Protection de la Nature et de l'Environnement » et « éducation populaire », elle propose des actions de découverte et de sensibilisation contribuant à une meilleure connaissance du fleuve Loire, de son patrimoine et de son environnement :
- à l'attention des enfants : animations pour les scolaires, pour les centres de loisirs, et organisation de stages pendant les vacances scolaires ;
- à l'attention des locaux, familles, touristes : des sorties naturalistes, des visites guidées, des conférences, etc.

Véritable lieu d'informations, la Maison de la Loire du Loir-et-Cher offre aussi différents espaces d'expositions :
- des expositions permanentes sur la marine de Loire, le commerce fluvial, les bateaux, les ports, ou la pêche en Loire ;
- des expositions temporaires pour connaître l'environnement ligérien.

Un centre de ressources est à disposition pour toutes les informations concernant le milieu ligérien.
Véritables sentinelles sur la Loire, d'autres Maisons de Loire et un Observatoire Loire sont dispersées le long du fleuve en région Centre (Indre-et-Loire, Loir-et-Cher, Loiret, et Cher). Réunies en fédération, elles unissent leurs compétences, renforcent leur discours, leurs actions de prévention et de promotion ligériennes.

### Héraldique
|  | Les armoiries de Saint-Dyé-sur-Loire se blasonnent ainsi : D'or au dragon de sinople foudroyé par un éclair de gueules mouvant de l'angle dextre du chef, à la filière d'azur. Création M. Hueber (1983). |

### Personnalités liées à la commune
- Étape sur la route de Tours à Orléans, la ville est traversée par les convois funèbres de Louis XI, Charles VIII et Anne de Bretagne. Les personnages illustres ne traversent certes pas tous Saint-Dyé « les pieds les premiers ». François Ier vient à Saint-Dyé en juin 1523.
- D'Artagnan raconte dans sa mémoire les mésaventures qui lui sont arrivées dans cette ville de Saint Dyé. La légende locale dit qu'il fut enfermé dans la chambre des bedeaux (ancienne sacristie). C'est à tort qu'Alexandre Dumas situera ces épisodes plus tard à Meung-sur-Loire.
- Le 23 août 1653, La Fontaine prend gîte à Saint-Dyé. Madame de Sévigné, descendant la Loire, y fait halte.
- Au XVIIIe siècle, Stanislas Leczinski, fuyant les marais malsains de Chambord, habite Saint-Dyé en 1727 avant de prendre gîte à Ménars.
- Le maréchal de Saxe installe ici un hôpital militaire, mais aussi une maison où il passait des moments fort galants et dépourvus de tout souci de pèlerinage.
- Saint-Dyé, ville de pèlerinage, ville fortifiée, devient un port qui prendra de l'importance avec la construction de Chambord. Une grande partie des pierres destinées à la construction du château, passe en effet par le port de Saint-Dyé. On parle aussi de visites de Molière et de Jeanne d'Arc qui y fit un passage durant sa remontée de la Loire sur la route qui partait de Chinon et qui devait la mener vers la victoire d'Orléans contre l'ennemi anglais.
- Jacques Camus (1893-1971), artiste peintre et graveur, également astronome, vécut à Saint-Dyé.
- Leonor Fini (1907-1996), peintre, qui avait une maison à Saint-Dyé, repose au cimetière avec ses deux compagnons avec qui elle vivait depuis 1960 : Stanislao Lepri et Constantin Jelenski.